# Dicranomyia veda
Dicranomyia veda är en tvåvingeart som först beskrevs av Alexander 1966.  Dicranomyia veda ingår i släktet Dicranomyia och familjen småharkrankar. Inga underarter finns listade i Catalogue of Life.